# Obrier
Obrier ist eine Siedlung im Quarter (Distrikt) Vieux Fort im Süden des Inselstaates St. Lucia in der Karibik. 2015 hatte der Ort 26 Einwohner.

## Geographie
Der Ort liegt nördlich von Augier. Im Umkreis liegen außerdem die Siedlungen Morne Vert (NW), Grace (NO), Coolie Town (O), La Retraite (SO), Augier (S), Derierre Bois (W) und Catin (NW).

## Klima
Nach dem Köppen-Geiger-System zeichnet sich Obrier durch ein tropisches Klima mit der Kurzbezeichnung Af aus.